# Cryphia tripuncta
Cryphia tripuncta là một loài bướm đêm trong họ Noctuidae.